# Данијел Мартин
Данијел Кристијан Мартин (рум. Daniel Cristian Martin; Бакау, 5. октобар 2000) румунски је пливач чија специјалност су трке леђним стилом. 

## Спортска каријера
Током јуниорске каријере коју је на међународној сцени започео 2017. Мартин је остварио неколико запажених резултата. На европском јуниорском првенству у Нетањи освојио је сребро у трци на 200 леђно, да би месец дана касније на светском јуниорском првенству у Индијанаполису успео да се пласира у финала све три појединачне трке леђним стилом, освојивши и медаљу, бронзану, у трци на 100 метара. Серију добрих резултата у јуниорској конкуренцији наставио је и током 2018. освојивши по једно злато (100 леђно) и сребро (200 леђно) на европском првенству у Хелсинкију, те два сребра на Олимпијским играма младих у Буенос Ајресу. 
У сениорској конкуренцији је дебитовао још као шеснаестогодишњак и то на европском првенству у Лондону 2016, а две године касније по први пут је наступио и на светском првенству у малим базенима чији домаћин је био кинески град Хангџоу.
На светским првенствима у великим базенима дебитовао је у корејском Квангџуу 2019. где се такмичио у три дисциплине. Успео је да се пласира у полуфинала обе појединачне трке леђним стилом које је пливао, на  100 метара заузео је 12, а на 200 метара укупно 10. место. Пливао је и у квалификацијама трке на 100 делфин где је остварио укупно 27. време.